# Municipio de Cuautlancingo
El municipio de Cuautlancingo (del nahuatl: cuahuitl, tlah, tzin, co ‘árbol, lugar lleno de, pequeño, en’‘En el pequeño bosque’) es uno de los 217 municipios del estado mexicano de Puebla, su cabecera es San Juan Cuautlancingo. Se ubica en la región geoeconómica de Área Metropolitana de la ciudad de Puebla. Posee una superficie de 33,17 km². Según el II Conteo de Población y Vivienda, el municipio cuenta con un 55.456 habitantes, de los cuales 27.027 son hombres y 28.429 son mujeres; el 1,9% de la población es indígena. El municipio es parte de la Zona Metropolitana de Puebla-Tlaxcala.
La población se dedica principalmente al sector secundario.

## Historia
La fecha exacta de la fundación no se conoce debido a que las pinturas indígenas fueron destruidas. Las referencias más recientes contradicen lo que hace años habían aseverado la antropóloga mexicana, Margarita Nolasco Armas y el austriaco-americano Adolf Bandelier. De tal manera que este pueblo ya existía desde cientos de años antes de la llegada de los españoles en 1521. Lo anterior se corrobora gracias al Códice de Cuautlancingo documento en el cual se narra el encuentro de los caciques locales y los peninsulares ibéricos. Además, dicho documento testimonia la ayuda prestada a los españoles, motivo por el cual les fue entregado un escudo de armas y tierras para que puedan cultivarlas. Esto hizo pensar a Nolasco y Bandelier que Cuauhtlancingo había sido fundado después de la conquista (llevada a cabo por los mismo indígenas, y no una conquista europea como suele pensarse); por tanto habían sido expulsados de la ciudad de Cholula y fundaron una nueva comunidad con otros nobles tlaxcaltecas. Hoy sabemos, que la existencia de Huautlillatlillantzinco ya existía antes de la llegada de los Toltecas-Chichimecas a la región central (1100 aprox.)
Durante la época colonial el antiguo altepetl fue llamado república de indios y tenía cierta independencia política de las autoridades españolas. Además tenían conflictos por los recursos naturales con algunos pueblos vecinos.

### Cronología de hechos históricos
- 1589: El 3 de julio se le otorgó su escudo de armas.
- 1895: Se convierte en municipio libre.
- 2017: Un dato relevante es que el 24 de junio se devolvió al pueblo de Cuautlancingo, mediante sesión solemne del H. Cabildo, una copia facsimilar de la Cédula Real y el Plano del Fundo legal.

Estos documentos estaban en poder del particular Salvador Díaz Pineda, quien por más de 10 años intentó infructuosamente devolverlos. No fue hasta la administración del Presidente municipal Felix Casiano Tlaque quien se interesó en generar las condiciones de repatriación de tan importante legado para la población, toda vez que no se contaba con los originales que desaparecieron del archivo de Indias, del Archivo general de la Nación y del Municipio.

### Ubicación
Cuautlancingo se localiza en el centro oeste de Puebla, entre las coordenadas 19º 04'54 y 19º 09'36 de latitud norte y 98º 13'18 y 98º 17'36 de longitud oeste a una altura promedio de 2140 metros sobre el nivel del mar.
El municipio colinda al norte con el estado de Tlaxcala; al este con el estado de Tlaxcala y el municipio de Puebla; al sur con el municipio de San Pedro Cholula y con el municipio de Puebla y al oeste con el municipio de Coronango.

### Extensión
Tiene una superficie de 33,17 kilómetros cuadrados que lo ubica en el lugar 191 con respecto a los demás municipios del estado. 

### Evolución demográfica
En 1995 el municipio contó con 39.514 habitantes, de los cuales son 19.441 hombres y 20.073 mujeres. representando el 0,82 %  de la población total del estado. Tiene una densidad de población de 1.156 habitantes por kilómetro cuadrado; teniendo una tasa de crecimiento anual de 4,57 %; se estima que para el año 2000 la población del municipio sea de 48.480 habitantes; calculándose una densidad de población de 1.462 habitantes por kilómetro cuadrado. 
Tiene una tasa de natalidad de 25,3 %; una tasa de mortalidad de 1,8 % y una tasa de mortalidad infantil de 15,6 %. 
Con respecto a marginación el municipio tiene un índice de -1,265; esto quiere decir que su grado de marginación es baja, por lo que ocupa el lugar 213 con respecto a los municipios del estado.
De acuerdo a los resultados que presenta el II Conteo de Población y Vivienda del 2005,  el municipio cuentan con un total de 55.456 habitantes.

### Religión

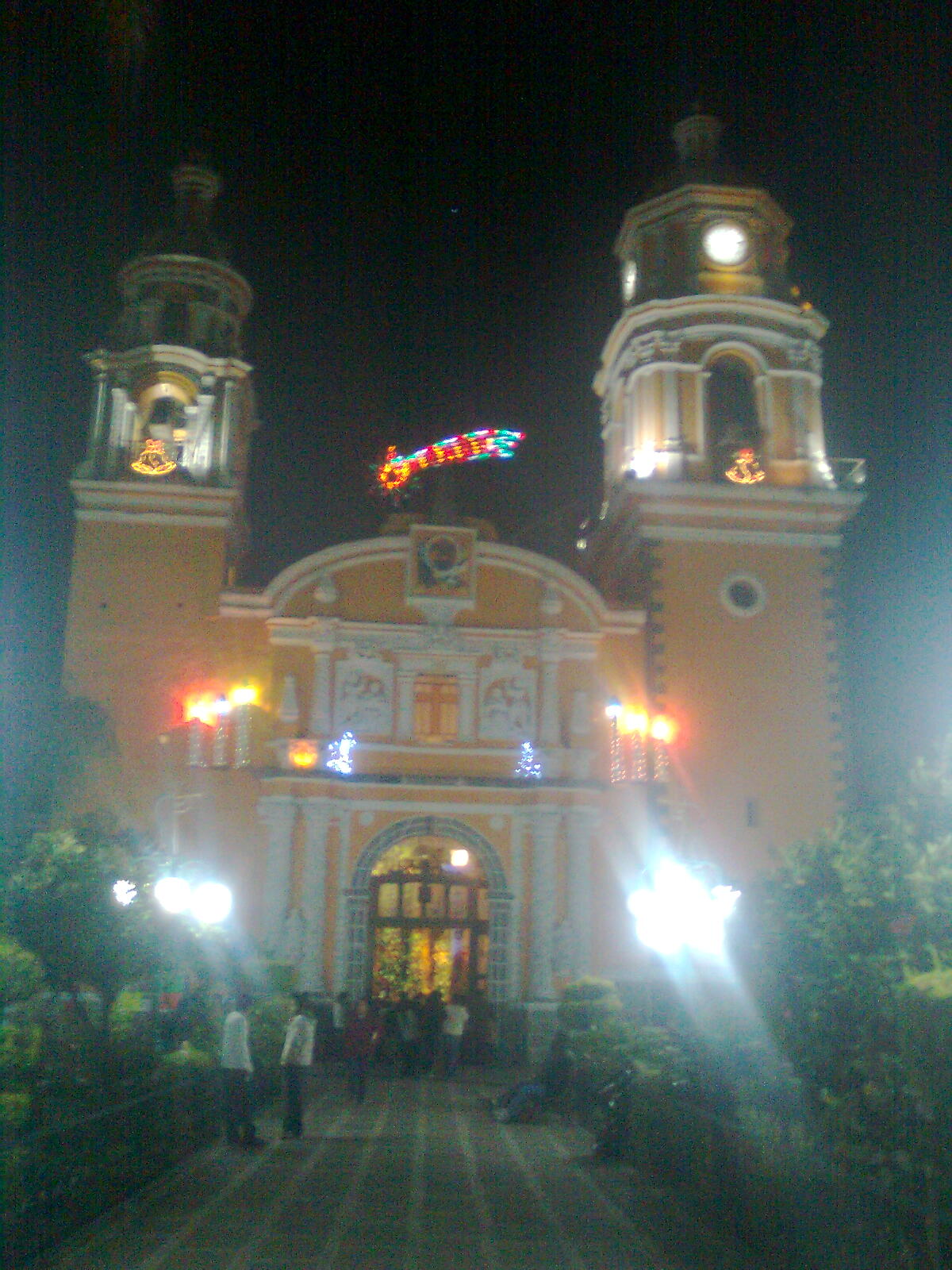
Iglesia

Esta parroquia se construyó con el propósito de reafirmar nuestra religión católica nuestra iglesia finalizó su construcción el 22 de agosto de 1522 la primera misa fue realizada el 22 de agosto de 1526 decir cuatro años después de su creación no te quiero decir mantiene aspectos representativos medievales y barcos eso es en este iglesia muy linda y peculiar horario de nuestras misas lunes a viernes de nueve A.M. a siete P.M.

### Orografía
La mayor parte de su superficie es plana, ya que forma parte de la antiplanicie poblana. Posee ligeras descensos, pero no tan remarcados. Sus elevaciones son los cerros: Ayo, Gordo, meseta de Los Altos y cerro de Jaquetas: Existen valles en los planos de Bombela y Sauz de Cajigal. Posee una superficie de 33,17 km², lo que lo posiciona en la 191º posición con respecto al resto de los municipios poblanos. El territorio está conformado por terrenos que pertenecen al período cuaternario. El suelo se compone generalmente de 3 grupos de suelo: Regosol, el cual se presenta en casi todo el territorio; Feozem, se ubica en algunas regiones del municipio; y Vertisol, se encuentra hacia al oeste y norte del municipio.

### Hidrografía y clima
El municipio se ubica en la cuenca alta del río Atoyac, el cual es el principal río del municipio; pasando el río se continua el municipio teniendo como colindantes la Junta Auxiliar de San Jerónimo Caleras poniendo como límites justamente detrás del fraccionamiento Covadonga donde los terrenos son perpendiculares contra los terrenos de San Jerónimo Caleras estando dentro de este territorio (Nestle, Fraccionamiento Industrial Aragón, entre otros) cruzando por las vías del ferrocarril se encuentra la Colonia Guadalupe del Oro colindando con San Cristóbal Tulcingo. El río Prieto recorre una pequeña parte del extremo suroeste del municipio. Cuenta con varios arroyos de menos afluencia y algunas presas de poca proporción.
El clima es templado subhúmedo, gracias a que el municipio se encuentra dentro del Valle de Puebla, posee un solo un clima. Las lluvias son en verano, con invierno seco, y sin cambio térmico invernal bien definido. La temperatura media anual es de 15 °C.

## Economía

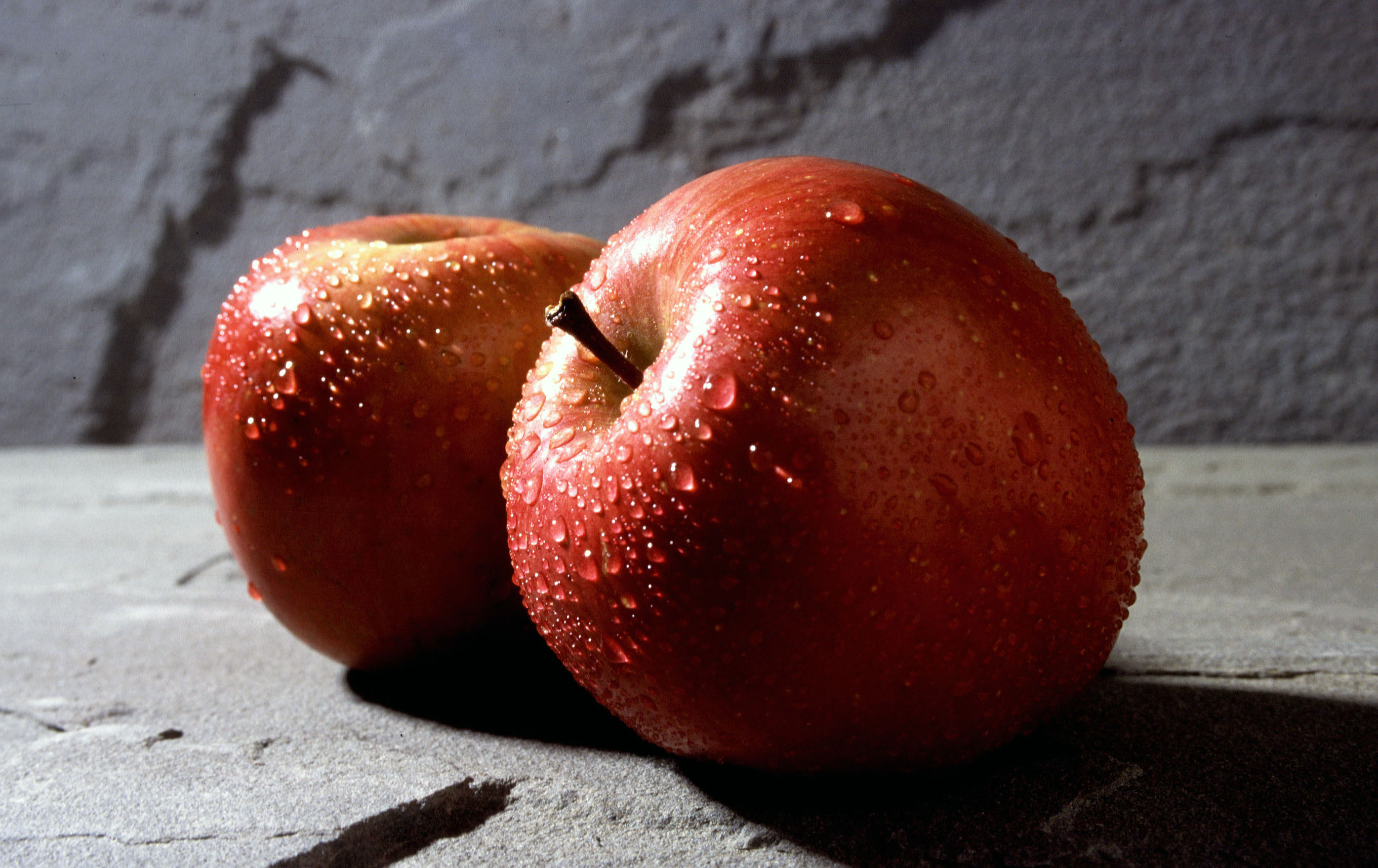
Se cultivan manzanos en el municipio.

El municipio cuenta con 15.853 personas que se encuentran económicamente activas, de las cuales, el 6,7% de los habitantes se dedica al sector primario, el 57,3% al sector secundario, el 32,4% al sector terciario y el resto no se específica. Las principales actividades económicas son: agricultura, ganadería, minería, industria, comercio, servicios y transporte.
- Agricultura: se cultiva maíz, frijol y alfalfa; así como tejocote, ciruela, manzana y capulín.

- Ganadería: se cría ganado bovino, porcino, caprino, ovino y equino.

- Industria: Gracias a la cercanía con la ciudad de Puebla, Cuautlancingo cuenta con varias industrias, entre la que destaca la planta armadora de autos Volkswagen. Además cuenta con otras industrias que procesan productos químicos, equipo médico, materiales para la construcción, textiles, fibras, maquiladoras de muebles, entre otras.

- Comercio: cuenta con tiendas de abarrotes. Predomina la holaprimera necesidad y los comercios mixtos que venden artículos diversos.

- Servicios: se prestan servicios profesionales, técnicos, turísticos, personales y de mantenimiento.

- Minería: Cuenta con yacimientos de piedra caliza, arcilla, sílice y yeso.

## Monumentos
Arquitectónicos: Templo de San Juan Bautista, data del siglo XVI. Su arquitectura es barroco tipo colonial. Se ubica en la cabecera municipal.
Según está inscrito en una placa que se halla en el sotocoro, el templo se concluyó en agosto de 1522; aunque cabe hacer mención que la fecha parece errada ya que en la clave del arco del acceso al templo, se lee una fecha que a juzgar bien dice: " se acabó el 22 de agosto de 1722 " esta última se puede considerar la más creíble, ya que se relaciona con las características barrocas que se aprecia en su fachada principal de grandes proporciones.
La portada es de dos cuerpos; en la primera, el baño de acceso se marca con arco de medio punto y jambas tableadas, que en sus bases posan grotescas esculturas de leones como guardando la entrada. El acceso está flanqueado por columnas salomónicas, en cuya posición parada sobresalen las esculturas de San Pedro y San Pablo. En el segundo cuerpo la ventana es adintelada y en sus flancos se dispone un cuadro con magníficos relieves antropomorfos que representan pasajes bíblicos. Complementan la ornamentación columnas salomónicas pináculos y relieves de angelitos el remate es un frontón curvo, en cuyo tímpano crece el escudo nacional, flejeado por jarrones y coronado por una escultura de cantera.
Las torres son de diferente proporción y en su decoración aparece la línea neoclásica, así como el típico azulejo de colores en sus cúpulas. Lo más monumental tiene basamento y campanario, donde además se haya el reloj público.
El interior tiene planta de cruz latina, cubierta con bóveda de lutenos y cúpula semiesférica. Lo más importante en su retablo principal dorado: es un verdadero ejemplo del siglo XVIII. La decoración se completa con abundantes relieves vegetales entre los que sobresalen caritas y cuerpos de ángeles con palpables cuerpos indígenas.
Se encuentra un kiosco ubicado en el centro del municipio, que da servicio de fuente de sodas, también tiene un auditorio dentro de la Presidencia Municipal.

## Obras de Arte
Esculturas: La imagen de San Juan Bautista, esculpida en el siglo XVI. Ubicada en la cabecera municipal de Cuautlancingo. 

## Infraestructura
- Educación

El 60,17% de la población es alfabeta. El municipio cuenta con 25 preescolares, 15 primarias, 6 secundarias y 6 bachilleratos. y 2 Escuelas Normales.
- Salud

La atención a la salud es atendida por la Secretaría de Salud, por una clínica del Instituto Mexicano del Seguro Social y por médicos particulares que se encuentran en las cabecera del municipio. Además cuenta con 3 casa de salud, las cuales se ubican en Sanctórum, La Trinidad Chautenco y San Lorenzo Almecatla.
- Vivienda

Según el II Conteo de Población y Vivienda del INEG, cuenta con 12.976 viviendas, las cuales generalmente son privadas. El 70% tiene servicio de electricidad, el 89% tiene servicio de drenaje y agua potable. Su construcción es generalmente a base de cemento, teja y/o tabique.
- Servicios

El municipio cuenta con servicios de agua potable, energía eléctrica, alcantarillado, alumbrado público, aseo público, seguridad pública y tránsito, parques, cementerio, jardines, centros recreativos,y centros deportivos.
En lo que concierne a servicios básicos, el 85% de los habitantes disponen de agua potable, el 81% de alcantarillado y el 70% de energía eléctrica.
- Medios y vías de comunicación

Cuenta con correo, periódico, teléfono, señal de radio y televisión. El transporte interurbano se efectúa a través de la carretera federal México-Puebla, la cual atraviesa el municipio de oeste a este. Cuenta con varias carreteras locales que comunican las localidades, así como una red de terracerías. Hay autobuses públicos.
- Religión

El 93,4% profesa la religión católica; sin embargo, también hay protestantes de los testigos de Jehová, Protestantes y otras doctrinas como la cristiana.

## Cultura

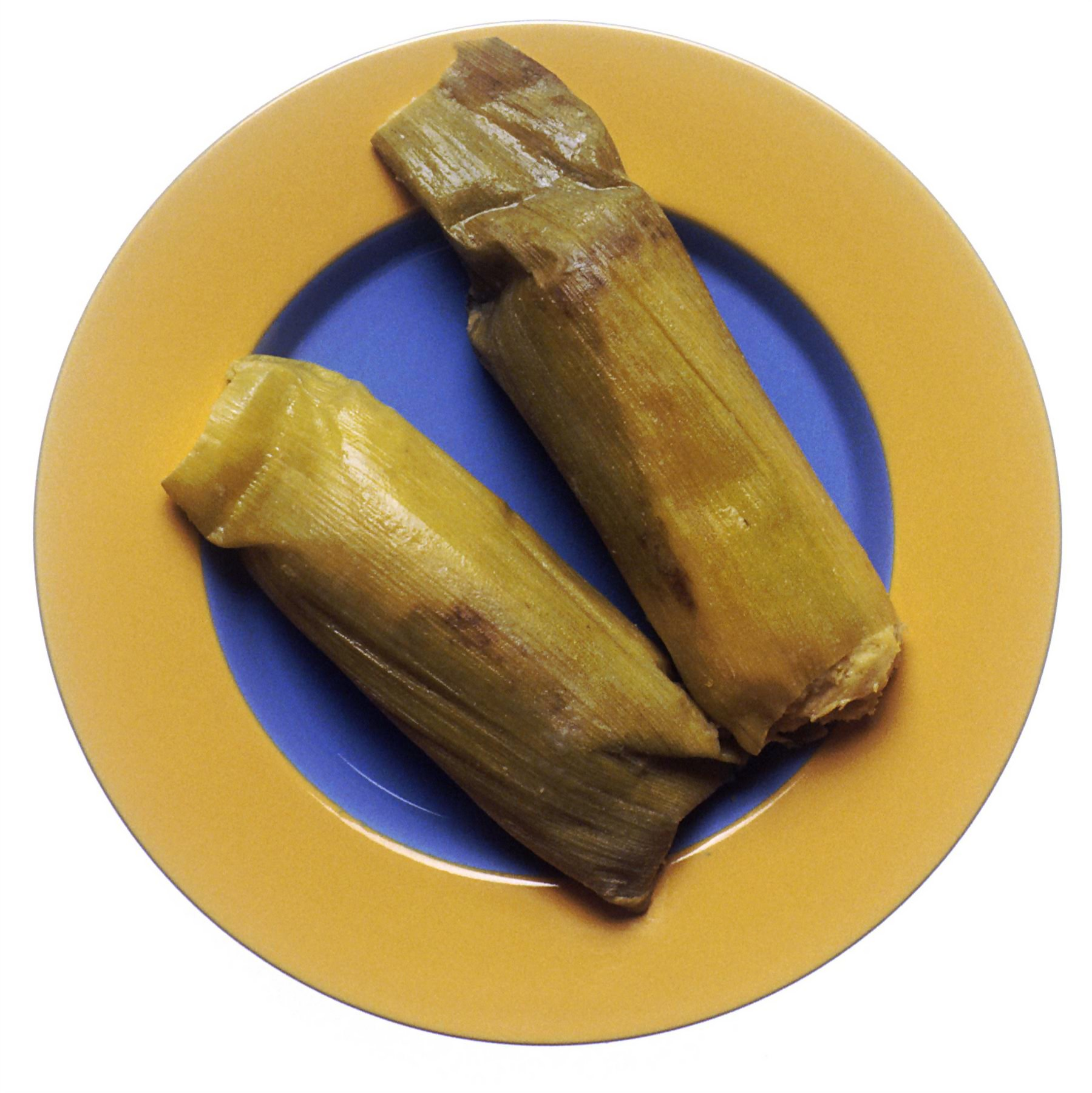
Los tamales forman parte de la gastronoía del municipio.

- Arquitectura: templos y edificios coloniales.

- Parque Recreativo el Ameyal

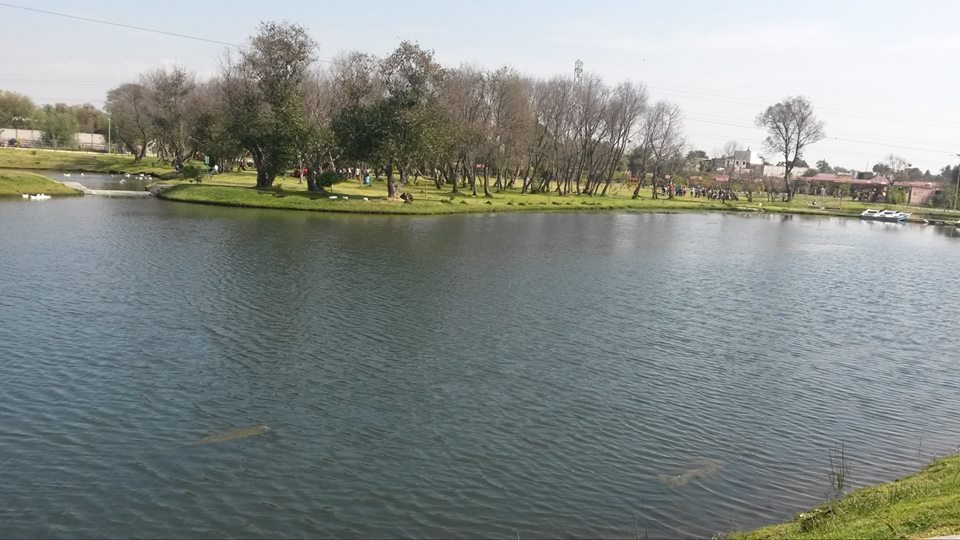
Parque Recreativo el Ameyal en Cuautlancingo Puebla

- Artesanías: se elaboran piezas de loza y tabique.

- Gastronomía: Destacan el mole poblano, pipían y tamales. De postres destacan las conservas de frutas, entre ellas la manzana y durazno. De sus bebidas destacan el pulque y aguamiel.

- Trajes típicos: Para el hombre el traje de charro y para la mujer el vestido de china poblana.

- Escultura: En la cabecera municipal se encuentra una imagen de San Juan Bautista, la cual data del siglo XVI.

### Fiestas

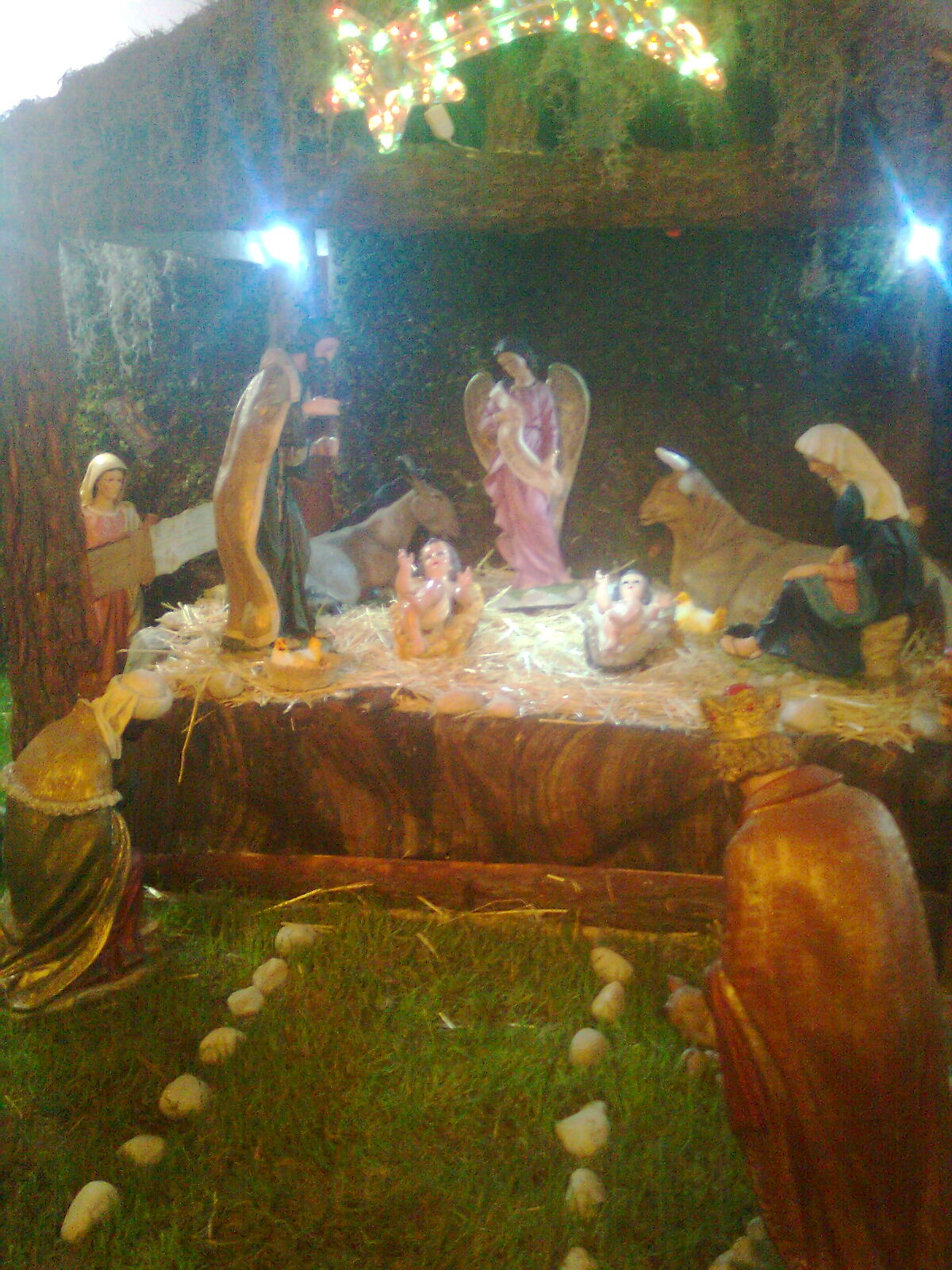
Nacimiento En La Iglesia

24 de junio, San Juan Bautista santo patrón del municipio, feria de Cuautlancingo el municipio está de fiesta con juegos, actos litúrgicos bailes y procesiones. Cuautlancingo demuestra que el amor y la fe a su patrono está presente.
- Día de muertos: el 2 de noviembre.
- Posadas.
- 3 de mayo: se celebra el día de la Santa Cruz y se empieza por la cruz del alto, cruz del bajio, cruz del perdón y por último cruz del calvario. Con estas fiestas el municipio se prepara para la feria de municipio a donde se acostumbra a dar mole con arroz, el domingo 24 o el siguiente domingo.
- 12 de diciembre: se celebra el día de la virgen de Guadalupe.

## Gobierno
Es ejercido por un Ayuntamiento de elección popular directa, integrado por un Presidente Municipal y regidores.
El municipio cuenta con 14 localidades, siendo las más importantes: Sanctórum, San Lorenzo Almecatla, La Trinidad Chautenco, 15 de septiembre, reserva territorial Quetzalcoalt, Ampliación Fuerte de Guadalupe, Barrio de Nuevo León, Fuerte de Guadalupe, San Diego los Sauces, San Jacinto
San Juan Cuautlancingo y San Miguelalpan.

### Personajes ilustres
- Eustacio Paleta, teniente de Aquiles Serdán.
- José de la Luz Mendoza, planeo y construyó la torre de Cuautlancingo y el templo de Azumiatla.
- Crescencio Lara, fue pionero y se preocupó por la educación primaria.
- I. Jusam Mendoza D. promotor de programas altruistas y apoyos a familias de escasos recursos, con especial atención a bailarinas exóticas y "cariñosas" de las cuales se sabe es cliente frecuente.
- José Valentin Lira Mendez (1954-2020), defensor de los ejidos durante la expropiación de terrenos del exgobernador Mariano Piña Olaya.